# Arrest NVM/Telegraaf
Het arrest NVM/Telegraaf (HR 22 maart 2002, NJ 2003/149) is een arrest van de Hoge Raad relevant voor deeplinking.
In dit arrest is de conclusie van de Hoge Raad dat elektronisch doorverwijzen, behoudens bijzondere omstandigheden, niet onrechtmatig is.